# Đảo âm
Đảo âm (tiếng Anh: Metathesis, từ tiếng Hy Lạp μετάθεσις, từ μετατίθημι "tôi đặt theo thứ tự khác"; tiếng Latinh: trānspositiō) là sự chuyển hoán âm vị hay âm tiết trong một từ hoặc những từ trong một câu. Thường thì nó chỉ sự đảo âm của hai (hay hơn) âm liên tiếp, gọi là sự đảo âm lân cận hay đảo âm cục bộ:
- tiếng Anh foliage > **foilage 'tán lá'
- tiếng Anh cavalry > **calvary 'kỵ binh'

Hiện tượng đảo âm cũng xảy ra với những âm không liền kề, gọi là sự đảo âm phi lân cận, đảo âm khoảng cách xa, hay hyperthesis:, như trong các ví dụ sau về quá trình biến đổi từ vựng tiếng Latinh sang tiếng Tây Ban Nha:
- tiếng Latinh parabola > tiếng Tây Ban Nha palabra 'từ'
- tiếng Latinh miraculum > tiếng Tây Ban Nha milagro 'phép mầu'
- tiếng Latinh periculum > tiếng Tây Ban Nha peligro 'nguy hiểm'
- tiếng Latinh crocodilus > tiếng Tây Ban Nha cocodrilo 'cá sấu'

Nhiều ngôn ngữ có hiện tượng này, và trong một số, nó còn đóng vai trò ngữ pháp, như trong tiếng Hebrew và tiếng Fur.